# Simca 1307
Simca 1307 var en bilmodell från Chrysler Europe som presenterades 1975. Modellen blev snabbt populär på grund av sitt relativt låga pris och innovativa halvkombidesign, som inte helt avvek från den samtida Volkswagen Passat. 1307 utsågs 1976 till Årets bil i Europa. 
Beroende på motoralternativ och marknad så såldes modellen under en rad namn (se nedan). Efter att PSA Peugeot Citroën-gruppen köpt varumärket Simca i slutet av 1970-talet gick samtliga modeller under namnet Talbot från och med 1980. I och med detta genomfördes också en mindre ansiktslyftning och en snarlik sedanmodell presenterades som Talbot Solara. Modellserien tillverkades först i Frankrike, vilket senare kompletterades med en fabrik i Storbritannien och sammansättning i Valmets anläggning i finländska Nystad.
PSA-gruppen beslutade 1985 om att avveckla varumärket Talbot och kort därefter lades tillverkningen i Frankrike ned. I Storbritannien fortsatte produktionen ytterligare ett tag under modellnamnen Rapier och Minx. 
I Sverige såldes genom åren 1307, 1508, 1510 och Solara. Modellen sålde relativt bra även i Sverige, men idag är den ovanlig, vilket till stor del beror på att rostskyddet var undermåligt.

## Tillverkningsorter
- Poissy, Frankrike
- Ryton-on-Dunsmore, Storbritannien
- Villaverde, Spanien
- Nystad, Finland

## Alternativa namn
- Simca 1308
- Simca 1309
- Chrysler 150 (Spanien)
- Chrysler Alpine (Storbritannien)
- Talbot SX (Nya Zeeland)
- Talbot 1510
- Talbot Solara (snarlik sedanmodell som debuterade 1980.)